# 杨家镇 (雷州市)
杨家镇，是中华人民共和国广东省湛江市雷州市下辖的一个乡镇级行政单位。

## 行政区划
杨家镇下辖以下地区：
松柏村、扶桥村、信村、王排村、公和村、井尾村、店前村、锦坡村、坡尾村、吴划村、少揽村、下坎村、夏口村、安揽村、杨家村、琛来村、黄桐村、郎武村、安苗村、倜傥村、北村、陈家村、宅湾村、后黎村和土塘村。